# Francisco Leiva
Francisco Leiva Ramirez de Arellano, född 1630  i Malaga, död där den 17 februari 1676, var en spansk dramatiker.
Leiva var mycket populär och produktiv. Bland hans bästa alster anses komedin Cuando no se aguarda y principe tonto, som besitter stor vis comica, vidare La dama prcsidente, No hay contra un padre razón och El socorro de los mantos, alla så kallade de capa y espada eller de figurón. Av historiska komedier kan nämnas Albania tiranizada och Los hijos del dolor. Den fantastiska komedien Cueva y castillo de amor och intrigkomedin El honor es lo primero visar, trots att de är original, enligt Schack på Calderón som förebild. I Rivadeneiras Biblioteca de autores españoles, band 42 och 47, finns några av Leivas arbeten.